# Krishnammanahosahalli, Chintamani
Krishnammanahosahalli là một làng thuộc tehsil Chintamani, huyện Chikkaballapur, bang Karnataka, Ấn Độ.